# Černina
Černina (hongrois : Alsócsernye) est un village de Slovaquie situé dans la région de Prešov.

## Histoire
Première mention écrite du village en 1492.

## Démographie

### Évolution de la population
| Année:               | 1994. | 2004.    | 2014.   | 2024.    |
| -------------------- | ----- | -------- | ------- | -------- |
| Nombre de personnes: | 208   | 183      | 179     | 152      |
| Différence:          |       | -12,01 % | -2,18 % | -15,08 % |

| Année:               | 2023. | 2024.   |
| -------------------- | ----- | ------- |
| Nombre de personnes: | 148   | 152     |
| Différence:          |       | +2,70 % |